# Палесейдс-Парк (Нью-Джерсі)
Палесейдс-Парк (англ. Palisades Park) — місто (англ. borough) в США, в окрузі Берген штату Нью-Джерсі. Населення — 20 292 особи (2020).

## Географія
Палесейдс-Парк розташований за координатами 40°50′49″ пн. ш. 73°59′49″ зх. д. / 40.84694° пн. ш. 73.99694° зх. д. (40.847017, -73.997061).  За даними Бюро перепису населення США в 2010 році місто мало площу 3,30 км², з яких 3,24 км² — суходіл та 0,06 км² — водойми.

## Демографія
Згідно з переписом 2010 року, у селищі мешкали 19 622 особи в 6934 домогосподарствах у складі 5023 родин. Було 7362 помешкання
Расовий склад населення:
| - 57,8 % — азіатів - 28,9 % — білих - 2,0 % — чорних або афроамериканців - 0,3 % — корінних американців - 0,1 % — вихідців з тихоокеанських островів - 9,0 % — осіб інших рас |

До двох чи більше рас належало 1,9 %. Частка іспаномовних становила 18,2 % від усіх жителів.
За віковим діапазоном населення розподілялося таким чином: 16,5 % — особи молодші 18 років, 72,1 % — особи у віці 18—64 років, 11,4 % — особи у віці 65 років та старші. Медіана віку мешканця становила 37,0 року. На 100 осіб жіночої статі у селищі припадало 99,7 чоловіків;  на 100 жінок у віці від 18 років та старших — 98,3 чоловіків також старших 18 років.
Середній дохід на одне домашнє господарство  становив 78 650 доларів США (медіана — 64 726), а середній дохід на одну сім'ю — 89 603 долари (медіана — 73 622). Медіана доходів становила 43 695 доларів для чоловіків та 41 409 доларів для жінок. За межею бідності перебувало 9,9 % осіб, у тому числі 4,1 % дітей у віці до 18 років та 8,8 % осіб у віці 65 років та старших.
Цивільне працевлаштоване населення становило 11 045 осіб. Основні галузі зайнятості: роздрібна торгівля — 14,5 %, освіта, охорона здоров'я та соціальна допомога — 14,3 %, мистецтво, розваги та відпочинок — 14,0 %.

## Персоналії
- Джоан Беннетт (1910-1990) — американська актриса.